# Tarjánpuszta
Tarjánpuszta là một thị trấn thuộc hạt Győr-Moson-Sopron, Hungary. Thị trấn này có diện tích 8,44 km², dân số năm 2010 là 385 người, mật độ 46 người/km².